# Кубок Австралії з футболу
Кубок Австралії з футболу (Кубок Федерації футболу Австралії, англ. Football Federation Australia Cup, FFA Cup) — футбольний клубний турнір в Австралії, який проводиться під егідою Федерації футболу Австралії. Вважається основним кубковим турніром в Австралії.

## Формат
У кубку беруть участь команди з A-Ліги, а також нижчих футбольних ліг Австралії. Розіграш кубка проводиться за кубковою системою. У кожному раунді переможець пари визначається за підсумками одного матчу, який проводиться на полі команди, що визначається жеребкуванням.

## Фінали
| Сезон | Чемпіон          | Фіналіст              |
| ----- | ---------------- | --------------------- |
| 2014  | Аделаїда Юнайтед | Перт Глорі            |
| 2015  | Мельбурн Вікторі | Перт Глорі            |
| 2016  | Мельбурн Сіті    | Сідней                |
| 2017  | Сідней           | Аделаїда Юнайтед      |
| 2018  | Аделаїда Юнайтед | Сідней                |
| 2019  | Аделаїда Юнайтед | Мельбурн Сіті         |
| 2021  | Мельбурн Вікторі | Сентрал-Кост Марінерс |
| 2022  | Макартур         | Сідней Юнайтед 58     |
| 2023  | Сідней           | Брисбен Роар          |
| 2024  | Макартур         | Мельбурн Вікторі      |

## Титули за клубами
| # | Клуб                  | Перемоги | Фінали | Роки перемог     | Роки фіналів |
| - | --------------------- | -------- | ------ | ---------------- | ------------ |
| 1 | Аделаїда Юнайтед      | 3        | 1      | 2014, 2018, 2019 | 2017         |
| 2 | Сідней                | 2        | 2      | 2017, 2023       | 2016, 2018   |
| 3 | Мельбурн Вікторі      | 2        | 1      | 2015, 2021       | 2024         |
| 4 | Макартур              | 2        | -      | 2022, 2024       | -            |
| 5 | Мельбурн Сіті         | 1        | 1      | 2016             | 2019         |
| 6 | Перт Глорі            | -        | 2      | -                | 2014, 2015   |
| 7 | Сентрал-Кост Марінерс | -        | 1      | -                | 2021         |
| = | Сідней Юнайтед 58     | -        | 1      | -                | 2022         |
| = | Брисбен Роар          | -        | 1      | -                | 2023         |